# 생원진사시
생원진사시(生員進士試)는 조선에서 성균관에 입학할 자격을 부여하는 것을 목적으로 실시한 과거이다.
소과 또는 사마시라고도 부르며, 유교경전에 대한 생원시와 시·부의 제목으로 문예창작능력에 대한 진사시로 나누어져 총 200명을 선발했다. 시험은 초시와 복시로 나누어져 진행됐다.